# تلفزيون مدينة هو تشي منه
تلفزيون مدينة هو تشي مينه (بالفيتنامية: Đài Truyền hình Thành phố Hồ Chí Minh)‏ هي شبكة تلفزيون فيتنامية تأسست في 22 يناير 1966، مملوكة من قبل اللجنة الشعبية لمدينة هو تشي منه.